# Jakob Mayerhöfer
Jakob Mayerhöfer (* 23. Mai 1984) ist ein ehemaliger deutscher Basketballspieler.

## Laufbahn
Mayerhöfer spielte als Jugendlicher neben Basketball auch Hockey auf Leistungsebene. Im Basketball wurde er mit dem Nachwuchs von Bayer Leverkusen deutscher Jugendmeister. Der 1,91 Meter große Aufbauspieler wurde 2003 in Leverkusens Aufgebot für die Basketball-Bundesliga aufgenommen, kam bei den Rheinländern in der höchsten deutschen Spielklasse jedoch nicht zum Einsatz. Zwei Bundesliga-Spiele bestritt er während der Saison 2006/07 für die Paderborn Baskets und spielte dann bis 2008 für den Regionalligisten TV Salzkotten.
Später spielte der beruflich als Sportlehrer und Fitnesstrainer tätige Mayerhöfer im Amateurbereich bei Maccabi Düsseldorf und für die Mannschaft der Dynamic Squad Basketball Academy.